# Brossard (ville)
Pour les articles homonymes, voir Brossard.
Brossard est une ville du Québec, au Canada, située dans la banlieue sud de Montréal. Selon le dernier recensement, la ville compte environ 97 697 habitants et est la 12e ville la plus populeuse du Québec. Elle est brièvement fusionnée à Longueuil, formant l'un de ses arrondissements de 2002 à 2005. Elle est redevenue à nouveau une municipalité à la suite d'un référendum, mais reste toutefois encadrée par le conseil d'agglomération de Longueuil.

## Description
La ville est située en bordure du fleuve Saint-Laurent et de la rivière Saint-Jacques. Elle est traversée par quelques grands axes autoroutiers (les autoroutes 10, 15, 20, 30 et la 132) et routiers (les routes 132 et 134). Cette dernière porte également le nom de boulevard Taschereau, qui traverse la ville d'est en ouest en rassemblant une grande quantité de centres d'achats et commerces, dont le Mail Champlain. Un autre grand centre commercial est le Quartier DIX30, situé, comme son nom l'indique, à l'angle des autoroutes 10 et 30.
Brossard compte un grand nombre de communautés culturelles (lors du recensement de 2001, 45 % de la population totale appartenait à une minorité visible) en majorité en provenance de l'Asie (Chine et Inde), du Maghreb, d'Haïti et de Jamaïque en plus d'être la seule ville officiellement multiculturelle du Québec. Brossard est d'ailleurs la ville québécoise avec la plus forte proportion d'asiatiques de toute la province. En effet, selon le recensement de 2021, 20,7% des résidents de Brossard sont asiatiques. La ville compte d'ailleurs un temple bouddhiste (Lien-Hoa).

## Géographie

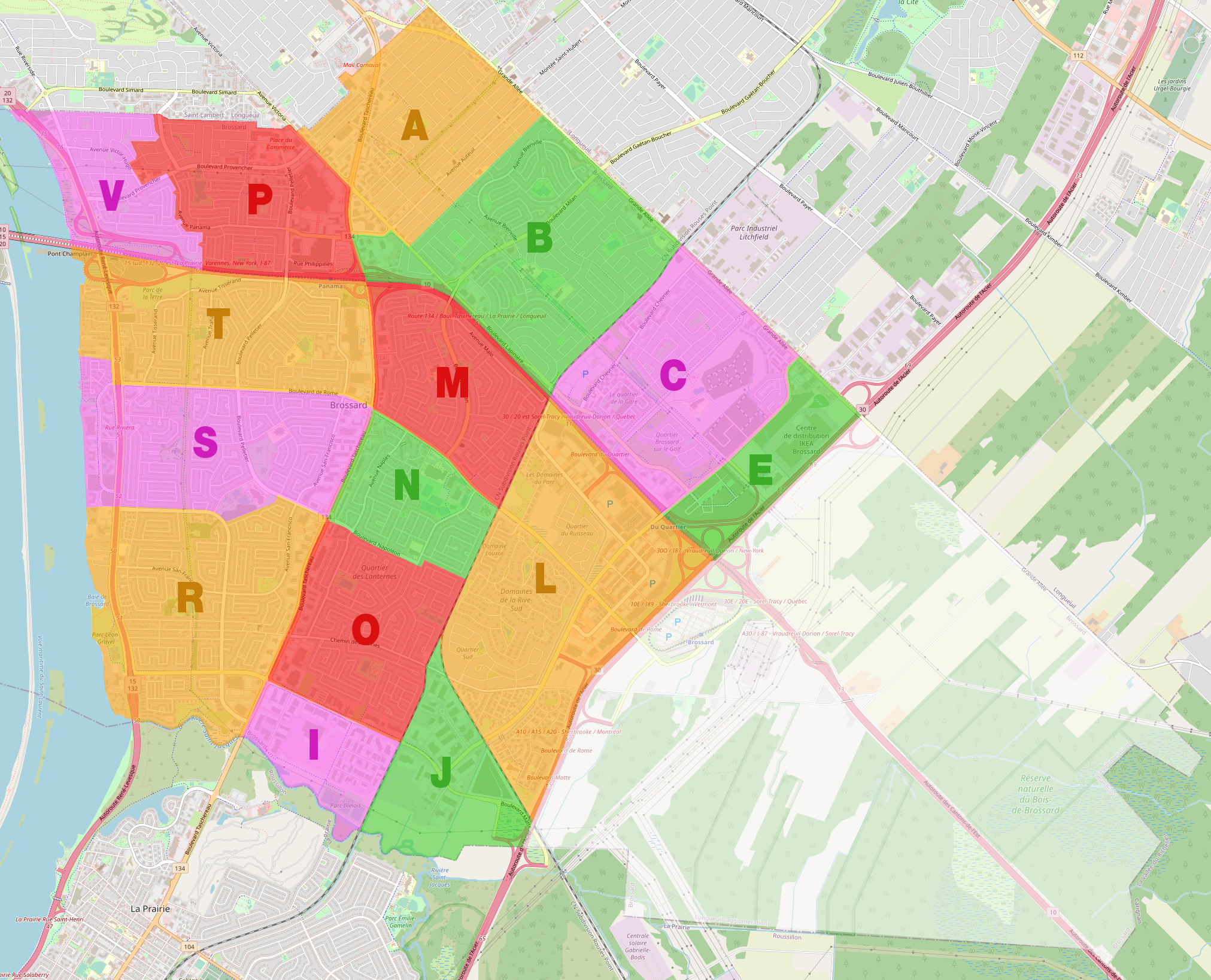
Plan des secteurs alphabétiques de Brossard.

La ville est géographiquement située dans la région administrative de la Montérégie au sud du Québec. Son territoire se trouve au sud-ouest de Montréal à laquelle elle est reliée par le pont Samuel-De Champlain (auparavant le pont Champlain) depuis 1962 et auquel elle doit son développement.
Brossard est connue pour sa division en plusieurs secteurs dont toutes les rues commencent par une même lettre de l'alphabet, exception faite des artères principales qui traversent plusieurs secteurs. Par exemple, dans un secteur on trouve les rues Auclair, Anthony, Auteuil... Ainsi, on parle d'habiter dans le secteur « A », « B », ou ainsi de suite. Ce système de secteurs alphabétiques remonte à un schéma d'aménagement et zonage créé aux années 1960 sous un plan directeur élaboré par la société d'ingénieurs Beauchemin, Beaton et Lapointe. Il visait notamment à faciliter l'orientation en l'absence d'une trame urbaine orthogonale. Certains des secteurs correspondent aux limites d'anciennes municipalités ou quartiers, comme suit :
| Secteur | Nom d'origine                            |
| ------- | ---------------------------------------- |
| A       | Saint-Alphonse, Notre-Dame-du-Sacré-Cœur |
| B       | Vanier, Southgate                        |
| I       | Parc Industriel                          |
| M       | Aster, Asterville                        |
| O, R, S | Brosseau-Station                         |
| P, V    | Marie-Victorin, Parkland                 |
| T       | Champlain                                |

## Histoire

### Origines et genèse
L’histoire de la fondation de la ville de Brossard est aussi tumultueuse que la ville est jeune. Selon l’historien Michel Pratt, même son nom lui fut en quelque sorte imposé par le premier ministre de l’époque, Maurice Duplessis, qui, comme bien d’autres à l’époque, n’aurait pas voulu donner son aval pour que la ville se nomme « Forgetville » ; ce nom portant trop à une mauvaise interprétation avec le mot anglais forget – oublier.
La ville, qui prit donc le nom de « Brossard » afin de souligner l’une des plus vieilles familles terriennes du comté de La Prairie, a été incorporée officiellement par bill privé le 14 février 1958. Son territoire couvre alors la partie est du secteur jusque-là connu comme la « Municipalité de la paroisse de La Prairie de la Magdeleine ». Sa population totale se chiffre alors à 3 400 habitants. Après avoir fondé la ville, Georges-Henri Brossard, maire de l’ex-paroisse de La Prairie pendant 14 ans, est élu comme premier maire de Brossard, le 5 juillet 1958. 
Son fondateur est issu de la célèbre famille Brossard et est le descendant d'Urbain Brossard, un défricheur et maître-maçon actif du temps de la Nouvelle-France. Il reçut une concession le 1er avril 1747. Les armoiries de la ville arborent une fleur de lys pour rappeler les traditions. Son écusson est rouge et a des flèches aux quatre coins.
La ville compte par ailleurs quelques résidences datant de la fin du XVIIIe et du XIXe siècle, en particulier le long du chemin des Prairies. (Maison Sénécal et Maison Deschamps).

### Premières années
Dès sa constitution comme municipalité, un développement soutenu fait la marque de Brossard. En 1959, un an après sa fondation, a lieu l’ouverture officielle de la voie maritime du Saint-Laurent à laquelle assistent le premier ministre du Canada, John Diefenbaker, le président des États-Unis, Dwight Eisenhower, et la reine Élisabeth II. Lors de la deuxième élection municipale de 1961, le maire Brossard et toute son équipe sont reportés au pouvoir. Pour l’anecdote, au lendemain du scrutin, le journal L’Éveil nous apprend que vingt-trois personnes ont été arrêtées sous accusation de personnification d’électeurs. Parmi eux, on dénombre des gens de Montréal, de Joliette, de Sherbrooke, de Malartic, etc. Tous auraient été recrutés dans une taverne de la rue Sherbrooke à Montréal pour venir à Brossard faire pencher la balance du côté de l’opposant de Brossard, Sainte-Marie,.
En juillet 1962, le premier hôtel de ville est inauguré sur le boulevard Matte (rebaptisé boulevard Milan en 1976, à ne pas confondre avec l'actuel boulevard Matte). Nicolas Mateesco Matte avait alors offert à la ville une somme d’argent ainsi que les terrains nécessaires à la construction. Pour l’occasion, la Ville achète et dévoile la sculpture Hommage à la classe ouvrière du sculpteur québécois Armand Vaillancourt, qui jouxtera l'hôtel de ville. Cette œuvre est d’ailleurs déménagée sur les terrains de l’hôtel de ville actuel en 2007. Toujours en 1962, le pont Champlain est officiellement inauguré, après sept ans de travaux. La mise en service de ce nouveau lien routier, reliant le centre-ville de Montréal à la Rive-Sud en quelques minutes, sera la source d’une forte poussée démographique dans la jeune ville de Brossard.
Par ailleurs, c'est durant les années 1960 et 1970 que sont enregistrés à Brossard ce que les Québécois considèrent comme deux des meilleurs disques produits par la Belle Province. Il s'agit du disque Jaune de Jean-Pierre Ferland et de Robert Charlebois avec Louise Forestier de Robert Charlebois.
Le 20 juin 1967, Georges-Henri Brossard se retire de la vie politique. Le 4 juillet suivant, Léon Gravel, conseiller municipal depuis les débuts de la Ville, est porté au pouvoir par une majorité de 124 voix. Lors de ce scrutin, Lucienne Filion, élue comme représentante du quartier numéro 4, devenait la deuxième femme au Québec à décrocher un poste au sein d’un conseil municipal.
Le 25 mars 1978, le territoire de la municipalité de Notre-Dame-du-Sacré-Cœur est annexé à celui de Brossard.

### Poursuite du développement
Au mois de novembre 1982, Claude Chevrier est élu maire par acclamation à la suite du retrait de la vie politique de Alphonse Lepage. Son mandat sera cependant très court, car il démissionne au mois d’octobre 1983. Officiellement, les raisons de son départ sont dues à une tâche beaucoup trop lourde pour lui. L’année 1983 est également l’année du 25e anniversaire de la ville. Pour l’occasion, un carnaval d’hiver, une épluchette de blé d’Inde et un gala sont organisés afin de souligner l’évènement. C’est ce même automne, au mois de novembre, que Georgette Lepage défait Claude Moses dans la course à la chefferie de l’Équipe populaire. Le 4 décembre, élue par acclamation, Mme Lepage devient mairesse de Brossard. Elle et son équipe sont d’ailleurs reportés au pouvoir en 1986.
Pour la première fois en 1988, le conseil municipal déclare publiquement la Ville de Brossard comme étant une « ville multiculturelle ». Le recensement de l'année recense 41 groupes ethniques différents qui ensemble constituent 34 % de la population brossardoise. À ce moment, la ville compte 57 441 habitants.
Quelque deux années plus tard, Paul Leduc gagne les élections. Cet ancien haut administrateur de la Banque nationale du Canada de Montréal, est le premier maire à temps plein de l’histoire de la ville. Le 30 avril 1990, est entreprise la construction de l’hôtel de ville actuel sur le boulevard Rome. Leduc est réélu en 1994 puis à nouveau en 1998. 
En 2001, la bibliothèque municipale de Brossard est inaugurée dans l’édifice du 7855, avenue San-Francisco. Ce nouveau local d’une superficie de 4 704 m2 offre dès lors à ses usagers une multitude d’activités et de services divers, dont un parc informatique dernier cri implanté grâce à la générosité de la Bill & Melinda Gates Foundation.

### Fusion avec Longueuil
Le gouvernement du Québec, dans le cadre des réorganisations municipales québécoises du début des années 2000, impose à plusieurs municipalités de la province de se regrouper au sein d'une seule municipalité. C'est le cas de Brossard qui devra fusionner avec plusieurs autres villes de la Rive-Sud de Montréal, soit les villes de Boucherville, Greenfield Park, LeMoyne, Longueuil, Saint-Bruno-de-Montarville, Saint-Hubert et Saint-Lambert. 
Le 1er janvier 2002, la nouvelle ville de Longueuil est officiellement constituée. La ville de Brossard devient alors l’arrondissement de Brossard au sein de la ville de Longueuil. Alors que Jacques Olivier devient le premier maire de cette nouvelle ville, Nicole Carrier est quant à elle nommée présidente de l’arrondissement de Brossard. La fusion créant davantage de troubles que d’accords entre plusieurs intervenants des différentes anciennes municipalités, certains petits groupes défusionnistes se forment dès 2004. À Brossard, un mouvement massif de défusion est organisé par Pierre Senécal, Jacques Saint-Amant et Gilles Larin, qui mènent une campagne active pour que Brossard retrouve son statut de ville. 
Le 20 juin 2004, les Brossardois sont appelés à se prononcer via un référendum sur la défusion de Longueuil. Un total de 81,02 % des 38,9 % d'électeurs habiles à voter optent pour la défusion, soit le plus haut taux enregistré dans toutes les villes qui se sont prêtées à l'exercice. Rapidement, les villes de Saint-Lambert, Boucherville et Saint-Bruno-de-Montarville suivent le mouvement et choisissent de se séparer de Longueuil. Les défusions prendront effet à la fin du mandat de quatre ans en cours. Le 1er janvier 2006, plusieurs municipalités du Québec, dont Brossard, sont ainsi reconstituées. Jean-Marc Pelletier en devient le nouveau maire. Dans la foulée, le gouvernement du Québec légifère afin de créer un nouveau type de structure supramunicipale : l'agglomération. Brossard retrouvera donc son indépendance municipale, mais fera partie de l'agglomération de Longueuil, ce qui se traduit concrètement par la perte de certains pouvoirs législatifs, dont ceux qui encadrent son service de sécurité, son réseau de transport, l’assainissement de ses eaux usées, ses logements sociaux, entre autres. 

### Après la défusion
Dans le cadre des travaux du Réseau express métropolitain, un nouveau réseau de transport en commun en construction consistant en un métro léger automatisé qui reliera la Rive-Sud de Montréal à la Rive-Nord en passant par le centre-ville et l'Ouest-de-l'Île, Brossard sera desservie par trois stations de ce nouveau mode de transport. Les stations Panama, du Quartier et Brossard sont les seules trois stations de la Rive-Sud et sont toutes situées sur le territoire de la ville. Celui-ci doit ouvrir ses portes en 2023. 

## Démographie

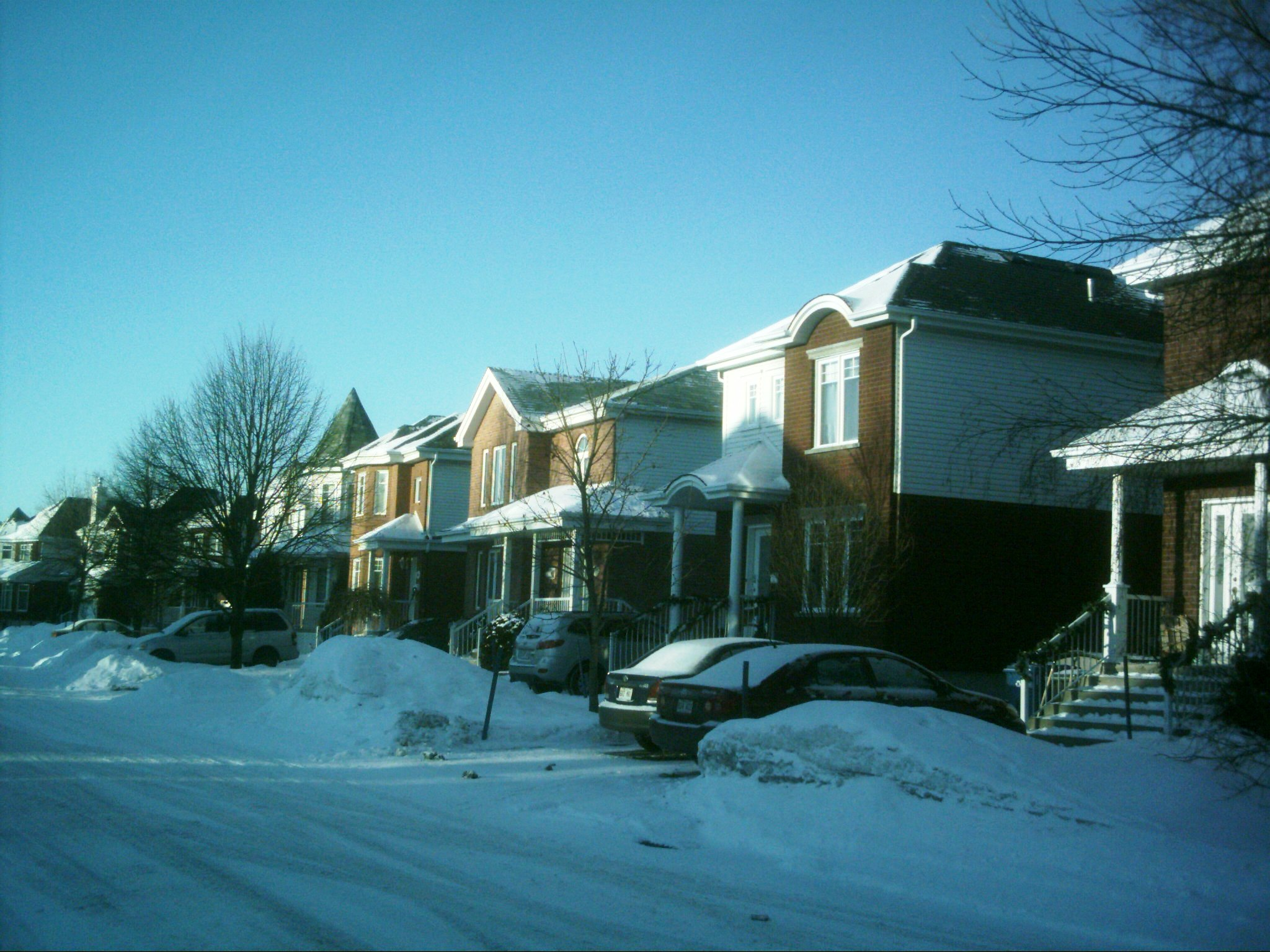
Maisons résidentielles à Brossard.

| 1956  | 1961  | 1966   | 1971   | 1976   | 1981   | 1991   |
| ----- | ----- | ------ | ------ | ------ | ------ | ------ |
| 2 572 | 3 788 | 11 884 | 23 455 | 37 635 | 52 232 | 64 793 |

| 1996   | 2001   | 2006   | 2011   | 2016   | 2021   | - |
| ------ | ------ | ------ | ------ | ------ | ------ | - |
| 65 927 | 65 026 | 71 154 | 79 273 | 85 721 | 91 525 | - |

### Origines ethniques
Le tableau suivant répertorie les différentes origines ethniques des Brossardois et leur proportion respective dans la population, tel qu'évalué par le recensement canadien de 2001.
| Origine ethnique      | Population | Pourcentage |
| --------------------- | ---------- | ----------- |
| Canadien              | 30 120     | 46,59 %     |
| Français              | 15 845     | 24,51 %     |
| Chinois               | 6 525      | 10,09 %     |
| Irlandais             | 2 840      | 4,39 %      |
| Anglais               | 2 720      | 4,21 %      |
| Écossais              | 2 055      | 3,18 %      |
| Italien               | 2 050      | 3,17 %      |
| Grecs                 | 1 905      | 2,94 %      |
| Sous-continent Indien | 1 785      | 2,76 %      |
| Vietnamien            | 1 200      | 1,86 %      |

### Minorités visibles
Le tableau suivant répertorie les nombres et proportions de personnes résidant à Brossard s'identifiant comme une minorité visible lors des recensements canadiens de 2001, 2006 et 2011.
| Origine ethnique                                       | Population (2001) | Pourcentage | Population (2006) | Pourcentage | Population (2011) | Pourcentage |
| ------------------------------------------------------ | ----------------- | ----------- | ----------------- | ----------- | ----------------- | ----------- |
| Chinois                                                | 6 375             | 9,8 %       | 7 995             | 11,3 %      | 9 815             | 12,5 %      |
| Noir                                                   | 2 615             | 4,0 %       | 2 445             | 3,5 %       | 3 335             | 4,2 %       |
| Sud-Asiatique                                          | 2 590             | 4,0 %       | 3 805             | 5,4 %       | 3 420             | 4,3 %       |
| Arabe                                                  | 1 660             | 2,6 %       | 3 090             | 4,4 %       | 3 945             | 5,0 %       |
| Asiatique du Sud-Est                                   | 1 535             | 2,4 %       | 1 785             | 2,5 %       | 2710              | 3,4 %       |
| Latino-américain                                       | 1 320             | 2,0 %       | 2 145             | 3,0 %       | 2 475             | 3,1 %       |
| Asiatique occidental                                   | 680               | 1,0 %       | 1 155             | 1,6 %       | 1 770             | 2,2 %       |
| Philippins                                             | 450               | 0,7 %       | 970               | 1,4 %       | 865               | 1,1 %       |
| Autres                                                 | 495               | 0,8 %       | 905               | 1,3 %       | 1840              | 2,3 %       |
| Minorités visibles                                     | 17 880            | 27,7 %      | 24 300            | 34,3 %      | 30 165            | 38,2 %      |
| Source : Recensements canadiens de 2001, 2006 et 2011. |                   |             |                   |             |                   |             |

### Langues
Le tableau suivant présente le nombre de Brossardois en fonction de leur langue maternelle, tel qu'évalué lors du recensement du Canada de 2016.
| Langue              | Population | Proportion |
| ------------------- | ---------- | ---------- |
| Français seulement  | 37 390     | 45,75 %    |
| Anglais seulement   | 9 860      | 12,07 %    |
| Anglais et français | 1 255      | 1,53 %     |
| Autres langues      | 33 215     | 40,64 %    |

Le tableau suivant présente le nombre de Brossardois en fonction de la langue officielle du Canada qu'ils parlent en premier lieu, tel qu'évalué lors du recensement du Canada de 2016.
| Langue                 | Population | Proportion |
| ---------------------- | ---------- | ---------- |
| Français               | 48 480     | 57,38 %    |
| Anglais                | 20 910     | 24,75 %    |
| Anglais et français    | 11 430     | 13,53 %    |
| Ni anglais ni français | 3 665      | 4,34 %     |

## Politique et administration

### Conseil municipal
Le conseil municipal de la ville de Brossard siège à l'hôtel de ville de Brossard sis au 2001, boulevard de Rome. Il est formé de la mairesse ainsi que de dix conseillers représentant chacun d'entre eux un district électoral. 
|             | 2009-2013          | 2013-2017          | 2017-2021             | 2021-2025          |
| Maire       | Paul Leduc         | Paul Leduc         | Doreen Assaad         | Doreen Assaad      |
| District 1  | Doreen Assaad      | Steve Gagnon       | Christian Gaudette    | Christian Gaudette |
| District 2  | Pierre O'Donoughue | Pierre O'Donoughue | Michel Gervais        | Tina Del Vecchio   |
| District 3  | Monique Gagné      | Francine Raymond   | Monique Gagné         | Stéphanie Quintal  |
| District 4  | Alexandre Plante   | Serge Séguin       | Julie Bénard          | Patrick Langlois   |
| District 5  | Serge Séguin       | Claudio Benedetti  | Claudio Benedetti     | Claudio Benedetti  |
| District 6  | Claudio Benedetti  | Alexandre Plante   | Sophie Allard         | Sophie Allard      |
| District 7  | Zaki Thomas        | Antoine Assaf      | Antoine Assaf         | Antoine Assaf      |
| District 8  | Antoine Assaf      | Pierre Jetté       | Pierre Jetté          | Xixi Li            |
| District 9  | Pascal Forget      | Doreen Assaad      | Michelle J. Hui       | Michelle J. Hui    |
| District 10 | Daniel Lucier      | Daniel Lucier      | Sylvie Desgroseillers | Daniel Lucier      |

### Historique des maires
| Brossard Maires depuis 2005                                                                                          |                     |         |          |
| Élection | Maire               | Qualité | Résultat |
| 2005 | Jean-Marc Pelletier |         | Voir     |
| 2009 | Paul Leduc          |         | Voir     |
| 2013 | Paul Leduc          | Voir    |          |
| 2017 | Doreen Assaad       |         | Voir     |
| 2021 | Doreen Assaad       | Voir    |          |
| Élection partielle en italique Depuis 2005, les élections sont simultanées dans toutes les municipalités québécoises |                     |         |          |

### Représentation électorale
Au niveau provincial, Brossard est située en majeure partie dans la circonscription électorale de La Pinière, représentée par Linda Caron du Parti libéral du Québec pour le mandat 2022-2026. Une partie plus limitée de la ville, soit le secteur au nord-est de l'autoroute 10, est située dans la circonscription de Laporte. Celle-ci est représentée par Isabelle Poulet de la Coalition avenir Québec pour le mandat 2022-2026. Ces deux circonscriptions sont considérées comme des châteaux-forts libéraux.
Au niveau fédéral, Brossard est située dans la circonscription électorale de Brossard—Saint-Lambert, représentée par Alexandra Mendès du Parti libéral du Canada depuis 2015.

## Transport

### Réseau routier
Brossard est une ville très bien desservie par le réseau routier québécois. L'autoroute des Cantons-de-l'Est (A-10) passe directement dans la ville, connectant Brossard au pont Samuel-De Champlain puis à Montréal, et possédant quatre sorties vers la ville, soit la sortie 6 (vers A-15/A-20/R-132), la sortie 8 (boulevard Taschereau (R-134)), la sortie 9 (boulevard Milan) et la sortie 11 (boulevard du Quartier et A-30). Elle possède trois voies sur tout son tracé dans la ville, et la limite de vitesse est fixée à 80 km/h à l'ouest du boulevard Taschereau, puis 100 km/h à l'est.
L'autoroute 15 passe à l'ouest de la ville, en suivant le fleuve Saint-Laurent et possédant le boulevard Marie-Victorin comme voies de service. Elle possède trois voies, la limite de vitesse est limitée à 100 km/h et elle compte également quatre sorties à Brossard, soit la sortie 50 (boulevard Matte), la sortie 51 (boulevard Rivard/rue Riviera), la sortie 52 (boulevard Rome) et la sortie 53 (75) (A-10/A-15/A-20, pont Champlain).
L'autoroute de l'Acier (A-30) est située au sud-est de la ville, en étant un peu en retrait du territoire, passant toutefois près du Quartier Dix30. Elle est reliée à Brossard par trois sorties, soit la sortie 65 (boulevard Matte), la sortie 67 (boulevard Rome / A-10) et la sortie 69 (Grande Allée).
L'autoroute 20 emprunte le pont Champlain, puis suit le fleuve par le nord en possédant un échangeur avec le boulevard Simard (sortie 75/76).
Le boulevard Taschereau (R-134), est l'artère commerciale principale de la ville, possédant trois voies dans chaque direction, et ayant une limite de vitesse de 70 km/h. Elle croise de nombreuses artères importantes de la ville, et est réputée pour ses concessionnaires automobiles situés de part et d'autre du boulevard.
Les autres artères importantes de la ville sont les boulevards, rues et chemins des Prairies, Matte, Rivard, Pelletier, Rome, San Francisco, du Quartier, Napoléon, Milan, Lapinière, Panama, Tisserand, Saint-Laurent, Grande-Allée et Simard. 

#### Autoroutes
- Autoroute 10
- Autoroute 15
- Autoroute 20
- Autoroute 30

#### Routes provinciales
- Route 132 (Autoroute René-Lévesque)
- Route 134

#### Autres routes d'importance
- Boulevard Chevrier
- Boulevard Taschereau
- Boulevard de Rome
- Boulevard du Quartier
- Boulevard Lapinière
- Boulevard Leduc
- Boulevard Marie-Victorin
- Boulevard Napoléon
- Boulevard Pelletier
- Boulevard Plamondon
- Boulevard Provencher
- Boulevard Rivard
- Boulevard Grande-Allée
- Rue San Francisco
- Avenue Panama
- Boulevard Matte
- Avenue Auteuil
- Chemin des Prairies

### Transport en commun
Le service de transport en commun par autobus est assuré par le Réseau de transport de Longueuil (RTL), qui dessert l'agglomération de Longueuil.
En 2023, la ville accueillera trois stations du Réseau express métropolitain, le métro léger construit par CDPQ Infra.

## Économie
Plus d’une centaine d’entreprises ont leur siège social à Brossard. De plus, il s’y trouve des dizaines d’entreprises spécialisées en technologie de l’information et des communications. 
Principaux employeurs
- Manson Inc. (fermé en 2009)
- Harrington
- Réseau de transport de Longueuil
- Commission scolaire Marie-Victorin

Centres commerciaux
- Quartier DIX30
- Mail Champlain
- Place Portobello

Divers
- Biron Groupe Santé

## Loisirs
- Le 23 novembre 2020, le premier complexe aquatique entièrement accessible au Québec ouvre ses portes à Brossard pour une période de rodage[23].

## Personnalités
Personnalités en lien avec la ville. 
- Anthony Kavanagh (1969-)
- Stéphanie Lapointe (1984-)
- Louis-José Houde (1977-)
- Marlène Harnois (1986-)
- Olivier Occean (1981-)
- Patrice Bernier (1979-)
- Georges Brossard (1940-2019)
- Alejandro Saravia (1962-)
- Yannick Tifu (1984-)
- Maude Landry (1991-)
- Julien Bessette (1929-1999)